# Massimo Liverani
Massimo Liverani, né le 19 septembre 1961 à Rocca San Casciano, est un pilote automobile italien participant à la Coupe des énergies alternatives de la FIA. Il est le pilote le plus titré de la compétition avec quatre victoires (2011, 2012, 2013 et 2014).

## Biographie
Liverani fait ses débuts en tant que copilote de Giuliano Mazzoni à la Coupe des énergies alternatives de la FIA : Mazzoni est sacré champion en 2007 et 2008, ; le championnat des copilotes n'existe alors pas.
Absent des circuits en 2009, il retrouve la compétition en 2010, cette fois en tant que pilote, et termine quatrième de la Coupe des énergies alternatives. En 2011, il remporte la Coupe pour la première fois de sa carrière. Il remporte la compétition une deuxième fois en 2012, égalant Raymond Durand et Giuliano Mazzoni. En 2013, il devient le pilote le plus titré de la série depuis sa création en 2007, avec un troisième titre. En 2014, il sacré pour la quatrième fois consécutive.

## Palmarès
- Coupe des énergies alternatives de la FIA : 
  - Vainqueur en 2011, 2012, 2013 et 2014
- Championnat d'Italie des énergies alternatives (CSAI) :
  - Champion en 2011, 2012, 2013 et 2014 (premier vainqueur Vincenzo Di Bella (it), en 2010)

### Victoires notables
- Ecorally San Marino - Città del Vaticano: 2008 (copilote), 2010, 2012 et 2013;
- Hi-Tech Ecomobility Rally (Grèce): 2011, 2013 et 2014;
- Tesla Rally (Serbie): 2012 et 2013;
- Green Prix EcoTarga Florio: 2010 et 2011;
- Rally Eco Bulgaria: 2013;
- Sestrière Ecorally: 2012;
- Clean Week 2020 Trophy (Belgique): 2011.

(Nota Bene: il a également terminé deuxième du Rallye Monte Carlo des Énergies Nouvelles en 2014 et 2015)